# Yoshiaki Fujita
Yoshiaki Fujita (jap. 藤田 義明 Fujita Yoshiaki; ur. 12 stycznia 1983 w Utsunomiya, prefekturze Tochigi) – japoński piłkarz występujący na pozycji obrońcy, zawodnik Júbilo Iwata.

## Życiorys

### Kariera klubowa
Od 2005 roku występował w japońskich klubach: JEF United Chiba i Oita Trinita.
1 stycznia 2011 podpisał kontrakt z japońskim klubem Júbilo Iwata, umowa do 31 stycznia 2020.

## Sukcesy

### Klubowe
JEF United Chiba
- Zwycięzca Pucharu Ligi Japońskiej: 2005, 2006

Oita Trinita
- Zwycięzca Pucharu Ligi Japońskiej: 2008

Júbilo Iwata
- Zdobywca drugiego miejsca J2 League: 2015
- Zwycięzca Copa Suruga Bank: 2011